# 1. Fußball-Club Nürnberg Verein für Leibesübungen 1980-1981
Questa voce raccoglie le informazioni riguardanti il 1. Fußball-Club Nürnberg Verein für Leibesübungen nelle competizioni ufficiali della stagione 1980-1981.

## Stagione
Nella stagione 1980-1981 il Norimberga, allenato da Horst Heese, Fritz Popp e Fred Hoffmann I, concluse il campionato di Bundesliga al 14º posto. In Coppa di Germania il Norimberga fu eliminato al terzo turno dallo Stoccarda.

## Rosa
| N. |                     | Ruolo | Calciatore          |
| -- | ------------------- | ----- | ------------------- |
|    | Germania (bandiera) | P     | Bernhard Hartmann   |
|    | Germania (bandiera) | P     | Rudolf Kargus       |
|    | Germania (bandiera) | D     | Bertram Beierlorzer |
|    | Germania (bandiera) | D     | Norbert Eder        |
|    | Germania (bandiera) | D     | Günter Eymold       |
|    | Germania (bandiera) | D     | Alois Reinhardt     |
|    | Germania (bandiera) | D     | Norbert Schlegel    |
|    | Germania (bandiera) | D     | Peter Stocker       |
|    | Germania (bandiera) | D     | Horst Weyerich      |
|    | Germania (bandiera) | C     | Reinhard Brendel    |
|    | Germania (bandiera) | C     | Thomas Brunner      |

| N. |                     | Ruolo | Calciatore           |
| -- | ------------------- | ----- | -------------------- |
|    | Germania (bandiera) | C     | Michael Eggert       |
|    | Austria (bandiera)  | C     | Reinhold Hintermaier |
|    | Germania (bandiera) | C     | Dieter Lieberwirth   |
|    | Germania (bandiera) | C     | Jan Majkowski        |
|    | Germania (bandiera) | C     | Reinhold Schöll      |
|    | Germania (bandiera) | A     | Wolfgang Frank       |
|    | Germania (bandiera) | A     | Werner Heck          |
|    | Germania (bandiera) | A     | Herbert Heidenreich  |
|    | Austria (bandiera)  | A     | Franz Oberacher      |
|    | Germania (bandiera) | A     | Georg Volkert        |

## Organigramma societario
Area tecnica
- Allenatore: Fred Hoffmann I
- Allenatore in seconda:
- Preparatore dei portieri:
- Preparatori atletici:

## Calciomercato

### Sessione estiva
| Acquisti | Acquisti         | Acquisti          | Acquisti |
| R.       | Nome             | da                | Modalità |
| -------- | ---------------- | ----------------- | -------- |
| C        | Reinhard Brendel | Bayreuth          |          |
| C        | Michael Eggert   | Bochum            |          |
| A        | Wolfgang Frank   | Borussia Dortmund |          |
| A        | Werner Heck      | Saarbrücken       |          |
| P        | Rudolf Kargus    | Amburgo           |          |
| A        | Georg Volkert    | Stoccarda         |          |

| Cessioni | Cessioni             | Cessioni          | Cessioni |
| R.       | Nome                 | a                 | Modalità |
| -------- | -------------------- | ----------------- | -------- |
| A        | Detlev Szymanek      | Schalke 04        |          |
| A        | Klaus Täuber         | Kickers Stoccarda |          |
| P        | Herbert Heider       | Saarbrücken       |          |
| C        | Franz Heitzer        | Ulma              |          |
| A        | Alfred Steinkirchner | Kickers Stoccarda |          |
| A        | Siegfried Susser     | Kickers Stoccarda |          |

### Sessione invernale
| Acquisti | Acquisti | Acquisti | Acquisti |
| R.       | Nome     | da       | Modalità |
| -------- | -------- | -------- | -------- |

| Cessioni | Cessioni      | Cessioni   | Cessioni |
| R.       | Nome          | a          | Modalità |
| -------- | ------------- | ---------- | -------- |
| D        | Jürgen Täuber | Schalke 04 |          |

## Risultati

### Bundesliga

#### Girone di andata
| Arbitro: | Waltert |

|                   |           |             |
| Ohlicher 11’, 24’ | Marcatori | 73’ Volkert |

| Arbitro: | Hontheim |

|                              |           |                                        |
| Volkert 34’ (rig.) Frank 54’ | Marcatori | 6’ Dreßel 53’ Memering 84’ (aut.) Eder |

| Arbitro: | Ahlenfelder |

|                 |           |                                        |
| Werner 28’, 87’ | Marcatori | 15’, 64’ Frank 22’ (rig.), 89’ Volkert |

| Arbitro: | Treib |

|  |           |                      |
|  | Marcatori | 20’ Pinkall 69’ Bast |

| Arbitro: | Luca |

|                     |           |  |
| Kempe 15’ Gores 40’ | Marcatori |  |

| Arbitro: | Assenmacher |

|                                                |           |  |
| Eggert 35’ Frank 45’ Heck 67’ Volkert 70’, 87’ | Marcatori |  |

| Arbitro: | Horeis |

|  |           |                                                        |
|  | Marcatori | 55’ Bongartz 63’ Eigendorf 84’ Wendt 88’ (rig.) Funkel |

| Arbitro: | Niebergall |

|                        |           |                                  |
| Prestin 11’ Strack 53’ | Marcatori | 21’ (rig.) Volkert 35’ Oberacher |

| Arbitro: | Hennig |

|          |           |                                         |
| Heck 66’ | Marcatori | 37’, 84’ Hölzenbein 57’, 70’ Lottermann |

| Arbitro: | Treib |

|            |           |                                      |
| Nickel 86’ | Marcatori | 13’ Eggert 56’ Heck 73’, 75’ Volkert |

| Norimberga 24 ottobre 1980, ore 20:00 CET 11ª giornata | Norimberga | 0 – 0 referto | Bayer Uerdingen | Städtisches Stadion (16 500 spett.)\| Arbitro: \| Engel \| |
| Arbitro:                                               | Engel      |               |                 |                                                            |

| Arbitro: | Risse |

|                                       |           |                        |
| Rummenigge 10’, 30’, 59’ Horsmann 20’ | Marcatori | 83’ Eder 85’ Oberacher |

| Arbitro: | Gabor |

|                           |           |  |
| Brunner 66’ Oberacher 85’ | Marcatori |  |

| Arbitro: | Redelfs |

|                    |           |                           |
| Seel 15’ Theis 52’ | Marcatori | 26’ Brunner 56’ Oberacher |

| Arbitro: | Schmoock |

|                               |           |  |
| Heidenreich 49’ Oberacher 63’ | Marcatori |  |

| Arbitro: | Eschweiler |

|  |           |                               |
|  | Marcatori | 79’ Oberacher 84’ Lieberwirth |

| Arbitro: | Walz |

|              |           |           |
| Reinhardt 9’ | Marcatori | 83’ Szech |

#### Girone di ritorno
| Arbitro: | Risse |

|                 |           |                        |
| Hintermaier 85’ | Marcatori | 24’ Förster 30’ Kelsch |

| Arbitro: | Uhlig |

|            |           |  |
| Magath 14’ | Marcatori |  |

| Arbitro: | Eschweiler |

|             |           |                         |
| Brunner 63’ | Marcatori | 18’ Völler 74’ Scheller |

| Arbitro: | Engel |

|                                     |           |  |
| Gross 20’, 74’ Blau 66’ Pinkall 85’ | Marcatori |  |

| Arbitro: | Brückner |

|          |           |  |
| Eder 53’ | Marcatori |  |

| Arbitro: | Pauly |

|                                                     |           |               |
| Wiesner 3’ Eder 61’ (aut.) Bold 67’ Groß 80’ (rig.) | Marcatori | 30’ Oberacher |

| Arbitro: | Gabor |

|                              |           |               |
| Wendt 1’ Funkel 10’ Geye 45’ | Marcatori | 32’ Oberacher |

| Arbitro: | Clajus |

|                               |           |            |
| Hintermaier 67’ Oberacher 75’ | Marcatori | 32’ Müller |

| Arbitro: | Retzmann |

|                         |           |  |
| Pezzey 14’ Cha 15’, 64’ | Marcatori |  |

| Arbitro: | Ohmsen |

|                                   |           |  |
| Beierlorzer 64’ Hannes 70’ (aut.) | Marcatori |  |

| Arbitro: | Linn |

|                                      |           |                         |
| Raschid 10’ Steubing 20’ Hofmann 49’ | Marcatori | 35’ Brunner 51’ Volkert |

| Arbitro: | Hennig |

|  |           |                |
|  | Marcatori | 75’ Rummenigge |

| Arbitro: | Föckler |

|               |           |  |
| Abramczik 71’ | Marcatori |  |

| Arbitro: | Gabor |

|               |           |                   |
| Heck 69’, 75’ | Marcatori | 67’ (rig.) Allofs |

| Arbitro: | Niebergall |

|              |           |                 |
| Szymanek 45’ | Marcatori | 37’ Heidenreich |

| Arbitro: | Redelfs |

|                          |           |  |
| Heck 12’ Hintermaier 80’ | Marcatori |  |

| Arbitro: | Heitmann |

|            |           |                 |
| Økland 73’ | Marcatori | 48’ Heidenreich |

### Coppa di Germania
| Arbitro: | Messmer |

|             |           |          |
| Ritschel 7’ | Marcatori | 62’ Heck |

| Arbitro: | Walz |

|                           |           |  |
| Volkert 44’ Heck 45’, 48’ | Marcatori |  |

| Arbitro: | Schmidhuber |

|            |           |                                  |
| Gerber 45’ | Marcatori | 19’ Eder 38’ Brunner 72’ Volkert |

| Arbitro: | Luca |

|                             |           |  |
| Hattenberger 34’ Kelsch 54’ | Marcatori |  |

## Statistiche

### Statistiche di squadra
| Competizione      | Punti | In casa | In casa | In casa | In casa | In casa | In casa | In trasferta | In trasferta | In trasferta | In trasferta | In trasferta | In trasferta | Totale | Totale | Totale | Totale | Totale | Totale | DR  |
| Competizione      | Punti | G       | V       | N       | P       | Gf      | Gs      | G            | V            | N            | P            | Gf           | Gs           | G      | V      | N      | P      | Gf     | Gs     | DR  |
| ----------------- | ----- | ------- | ------- | ------- | ------- | ------- | ------- | ------------ | ------------ | ------------ | ------------ | ------------ | ------------ | ------ | ------ | ------ | ------ | ------ | ------ | --- |
| Bundesliga        | 28    | 17      | 8       | 2       | 7       | 24      | 21      | 17           | 3            | 4            | 10           | 23           | 36           | 34     | 11     | 6      | 17     | 47     | 57     | -10 |
| Coppa di Germania | -     | 1       | 1       | 0       | 0       | 3       | 0       | 3            | 1            | 1            | 1            | 4            | 4            | 4      | 2      | 1      | 1      | 7      | 4      | +3  |
| Totale            | 28    | 18      | 9       | 2       | 7       | 27      | 21      | 20           | 4            | 5            | 11           | 27           | 40           | 38     | 13     | 7      | 18     | 54     | 61     | -7  |

### Andamento in campionato
| Giornata  | 1  | 2  | 3  | 4  | 5  | 6  | 7  | 8  | 9  | 10 | 11 | 12 | 13 | 14 | 15 | 16 | 17 | 18 | 19 | 20 | 21 | 22 | 23 | 24 | 25 | 26 | 27 | 28 | 29 | 30 | 31 | 32 | 33 | 34 |
| --------- | -- | -- | -- | -- | -- | -- | -- | -- | -- | -- | -- | -- | -- | -- | -- | -- | -- | -- | -- | -- | -- | -- | -- | -- | -- | -- | -- | -- | -- | -- | -- | -- | -- | -- |
| Luogo     | T  | C  | T  | C  | T  | C  | C  | T  | C  | T  | C  | T  | C  | T  | C  | T  | C  | C  | T  | C  | T  | C  | T  | T  | C  | T  | C  | T  | C  | T  | C  | T  | C  | T  |
| Risultato | P  | P  | V  | P  | P  | V  | P  | N  | P  | V  | N  | P  | V  | N  | V  | V  | N  | P  | P  | P  | P  | V  | P  | P  | V  | P  | V  | P  | P  | P  | V  | N  | V  | N  |
| Posizione | 12 | 15 | 13 | 14 | 15 | 13 | 14 | 15 | 15 | 14 | 14 | 14 | 13 | 13 | 11 | 9  | 9  | 11 | 13 | 13 | 15 | 12 | 14 | 14 | 14 | 15 | 14 | 14 | 15 | 15 | 15 | 15 | 14 | 14 |

Legenda:

Luogo: C = Casa; T = Trasferta. Risultato: V = Vittoria; N = Pareggio; P = Sconfitta.

### Statistiche dei giocatori
| Giocatore      | Bundesliga | Bundesliga | Bundesliga  | Bundesliga | Coppa di Germania | Coppa di Germania | Coppa di Germania | Coppa di Germania | Totale   | Totale | Totale      | Totale     |
| Giocatore      | Presenze   | Reti       | Ammonizioni | Espulsioni | Presenze          | Reti              | Ammonizioni       | Espulsioni        | Presenze | Reti   | Ammonizioni | Espulsioni |
| -------------- | ---------- | ---------- | ----------- | ---------- | ----------------- | ----------------- | ----------------- | ----------------- | -------- | ------ | ----------- | ---------- |
| B. Beierlorzer | 33         | 1          | 1           | 0          | 4                 | 0                 | 2                 | 0                 | 37       | 1      | 3           | 0          |
| R. Brendel     | 8          | 0          | 0           | 0          | 1                 | 0                 | 0                 | 0                 | 9        | 0      | 0           | 0          |
| T. Brunner     | 20         | 4          | 1           | 0          | 2                 | 1                 | 0                 | 0                 | 22       | 5      | 1           | 0          |
| N. Eder        | 33         | 2          | 6           | 0          | 3                 | 1                 | 0                 | 0                 | 36       | 3      | 6           | 0          |
| M. Eggert      | 16         | 2          | 0           | 0          | 4                 | 0                 | 0                 | 0                 | 20       | 2      | 0           | 0          |
| G. Eymold      | 0          | 0          | 0           | 0          | 0                 | 0                 | 0                 | 0                 | 0        | 0      | 0           | 0          |
| W. Frank       | 17         | 4          | 1           | 0          | 2                 | 0                 | 0                 | 0                 | 19       | 4      | 1           | 0          |
| B. Hartmann    | 12         | 0          | 0           | 0          | 3                 | 0                 | 0                 | 0                 | 15       | 0      | 0           | 0          |
| W. Heck        | 29         | 6          | 1           | 0          | 3                 | 3                 | 1                 | 0                 | 32       | 9      | 2           | 0          |
| H. Heidenreich | 27         | 3          | 2           | 0          | 3                 | 0                 | 0                 | 0                 | 30       | 3      | 2           | 0          |
| R. Hintermaier | 26         | 3          | 6           | 0          | 2                 | 0                 | 0                 | 0                 | 28       | 3      | 6           | 0          |
| R. Kargus      | 22         | 0          | 0           | 0          | 1                 | 0                 | 0                 | 0                 | 23       | 0      | 0           | 0          |
| D. Lieberwirth | 13         | 1          | 2           | 0          | 1                 | 0                 | 0                 | 0                 | 14       | 1      | 2           | 0          |
| J. Majkowski   | 1          | 0          | 0           | 0          | 0                 | 0                 | 0                 | 0                 | 1        | 0      | 0           | 0          |
| F. Oberacher   | 25         | 9          | 0           | 0          | 3                 | 0                 | 0                 | 0                 | 28       | 9      | 0           | 0          |
| A. Reinhardt   | 17         | 1          | 0           | 0          | 2                 | 0                 | 0                 | 0                 | 19       | 1      | 0           | 0          |
| N. Schlegel    | 0          | 0          | 0           | 0          | 0                 | 0                 | 0                 | 0                 | 0        | 0      | 0           | 0          |
| R. Schöll      | 19         | 0          | 5           | 0          | 4                 | 0                 | 1                 | 0                 | 23       | 0      | 6           | 0          |
| P. Stocker     | 31         | 0          | 5           | 0          | 4                 | 0                 | 1                 | 0                 | 35       | 0      | 6           | 0          |
| D. Szymanek    | 5          | 0          | 0           | 0          | 0                 | 0                 | 0                 | 0                 | 5        | 0      | 0           | 0          |
| J. Täuber      | 8          | 0          | 0           | 0          | 2                 | 0                 | 0                 | 0                 | 10       | 0      | 0           | 0          |
| K. Täuber      | 1          | 0          | 0           | 0          | 0                 | 0                 | 0                 | 0                 | 1        | 0      | 0           | 0          |
| G. Volkert     | 31         | 10         | 4           | 0          | 4                 | 2                 | 1                 | 0                 | 35       | 12     | 5           | 0          |
| H. Weyerich    | 25         | 0          | 3           | 1          | 1                 | 0                 | 0                 | 0                 | 26       | 0      | 3           | 1          |